# Tanrō Ishida

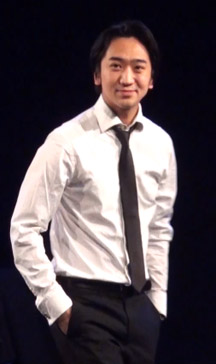
Tanrō Ishida

Tanrō Ishida (jap. 石田 淡朗, Ishida Tanrō; * 29. Oktober 1987 in Bunkyō, Tokio) ist ein japanischer Schauspieler.

## Leben
Ishida wurde durch seinen Vater, dem Kyōgen-Schauspieler Yukio Ishida, und dessen Lehrer schon im Alter von drei Jahren mit dem Schauspiel bekannt gemacht. Im Alter von 15 Jahren zog Ishida nach England, um an der Guildhall School of Music and Drama zum Schauspieler ausgebildet zu werden. Nach dem Abschluss gründete er seine eigene Theatergesellschaft mit dem Namen Tea Leaf Theatre. 2013 stand er neben den Oscargewinnern Colin Firth und Nicole Kidman für Die Liebe seines Lebens vor der Kamera. Er stand in Japan, in der Carnegie Hall in New York City und im Shakespeare’s Globe in London auf der Bühne.

## Filmografie
- 2011: Beneath
- 2012: Gambit – Der Masterplan (Gambit)
- 2013: Die Liebe seines Lebens (The Railway Man)
- 2013: Sen-nen no Yuraku
- 2013: 47 Ronin
- 2016: The Windmill Massacre